# 烏恩代
烏恩代（法語：Houndé）是西非國家布基納法索的城市，也是圖伊省的首府，由上盆地大區負責管轄，位於該國中部。